# Ciupelnița, Prahova
Ciupelnița este un sat în comuna Dumbrava din județul Prahova, Muntenia, România.
Așezarea este atestată documentar în anul 1636.
În 1831, Ciupelnița era un sat în plasa Câmpu ce avea 77 de gospodării.